# Ariane de Francia
Uranomitra franciae
Genre
Espèce
Statut de conservation UICN

 LC  : Préoccupation mineure
Statut CITES
L'Ariane de Francia (Uranomitra franciae) est une espèce de colibris.

## Répartition
Cet oiseau est présent en Colombie, en Équateur et au Pérou.

## Habitat
Ses habitats sont les forêts tropicales et subtropicales sèches et humides de basses et hautes altitudes mais aussi les anciennes forêts lourdement dégradées.

## Sous-espèces
D'après Alan P. Peterson, 3 sous-espèces ont été décrites :
- U. franciae cyanocollis (Gould, 1854) ;
- U. franciae franciae (Bourcier & Mulsant, 1846) ;
- U. franciae viridiceps (Gould, 1860).

Carte de répartition de l'espèce